# پشت‌خاران
پشت‌خاران (انگلیسی: Backscratcher) ابزاری است که برای تسکین خارش در ناحیه‌ای استفاده می‌شود که فرد به آسانی با دست خود نمی‌تواند به آن دسترسی پیدا کند، معمولاً پشت بدن.

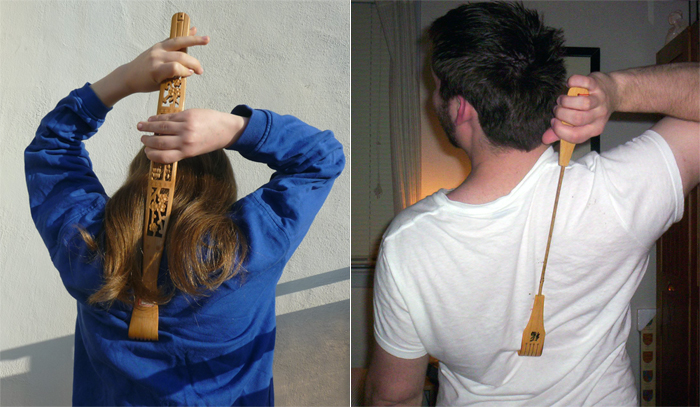
انواعی از پشت‌خاران